# Foreste di conifere e miste della gola di Nujiang Langcang
Le foreste di conifere e miste della gola di Nujiang Langcang sono una ecoregione terrestre della ecozona paleartica appartenente al bioma delle Foreste di conifere temperate (codice ecoregione: PA0516 ) che si sviluppa per circa 82800 km² nella Cina sud-occidentale.
L'ecoregione fa parte dell'ecoregione globale denominata Foreste di conifere dei Monti Hengduan Shan, inclusa nella lista Global 200.
Lo stato di conservazione è considerato in pericolo.

## Territorio
La regione si sviluppa per una lunghezza di cira 1.000 km fra l'altopiano tibetano e la regione orientale dell'altopiano dello Yunnan. Geograficamente l'area si estende principalmente in Cina, nella parte meridionale del Qinghai, nella zona orientale dalla Regione autonoma del Tibet e nella provincia dello Yunnan. Una piccola parte delle foreste si estendono anche nell'estremo occidentale del Sichuan e in quello orientale del Kachin in Birmania.
La regione è topograficamente composta da una serie di sotto-catene parallele dei monti Hengduan (monti Gaoligong, monti Taniantaweng, monti Nu e monti Yunling) e dalle valli dei fiumi Nujiang (o Saluen), Lancang (o Mekong) e Jinsha (Yangtze Superiore) che nascono nel Tibet sudorientale e le cui valli passano da una altitudine di circa 4.000 m. a circa 1.000 m.

## Conservazione

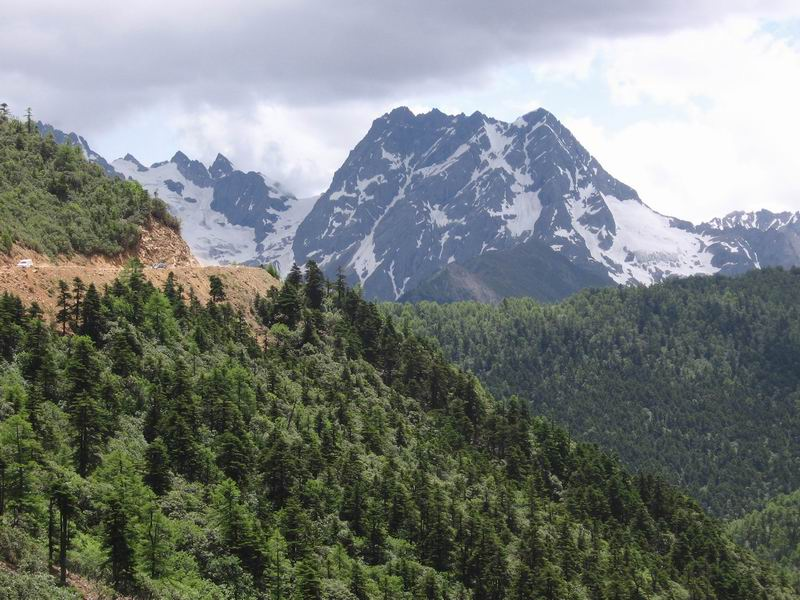
Conifere e foresta mista sui monti Baima, una sezione minore facente parte dei monti Yunling nella contea di Dêqên

Lo stato di conservazione è considerato in pericolo. Poiché l'area è remota e di non facile accessibilità la percentuale di copertura forestale che rimane intatta oggi è superiore a quella di molte altre parti della Cina. Le foreste in questa ecoregione sono state per lungo tempo minacciate dal taglio della legna, anche se dagli anni '90 l'intensità di questa attività è diminuita in Cina. Nella porzione di Myanmar, tuttavia, il taglio  è ancora incontrollato. Inoltre le sezioni di elevazione più bassa delle foreste Nujiang sono minacciate da progetti idroelettrici.
Nella parte meridionale della regione si trova l'importante area protetta dei tre fiumi paralleli che nel 2003  è stata inserita nell'elenco dei Patrimoni dell'umanità dell'UNESCO. All'interno di essa si trovano 15 parchi e riserve naturali fra cui:
- Riserva naturale nazionale dei monti Gaoligong;
- Riserva del monte innevato di Haba con la Gola del Salto della tigre;
- Riserva naturale dei monti Yunling.